# Romanița Ionescu
Pour les articles homonymes, voir Ionescu.
Romanița Ionescu est une actrice roumaine de théâtre et de cinéma née le 7 avril 1977 à Constanța. 

## Filmographie
- 2001 : Binecuvântata fii, închisoare : Eva Hecht
- 2002 : Tancul : Gina
- 2002 : Wild Dogs : Sarah[1]
- 2004 : Îngerul necesar : Necunoscuta [réf. nécessaire]
- 2004 : Il sacrificcio : La Bella [réf. nécessaire]
- 2005 : BloodRayne : une femme vampire
- 2007 : Inimă de țigan : Luminița [réf. nécessaire]

## Théâtre
- 2003 : La Nuit des rois de William Shakespeare, mise en scène de Silviu Purcărete[2] : Viola
- 2000 : Beatrice – Carnavalul bârfelor după Bârfele femeilor de Carlo Goldoni, mise en scène de Vlad Mugur
- 2000 : Lise Paquette – Les Commères de Michel Tremblay, mise en scène de Petre Bokor
- 2000 : Sara Tansey – Năzdrăvanul Occidentului de J. M. Synge, mise en scène de Bocsardi Laszlo
- 2001 : Elle – Frumoasa călătorie a ușilor panda povestită de un saxofonist care avea o iubită la Frankfurt de Matei Vișniec, mise en scène de Mircea Cornișteanu
- 2001 : Gabriela – Somnoroasa aventură de Teodor Mazilu, mise en scène de Ștefan Iordănescu
- 2003 : Femeia de serviciu, Umbra lui Istan – Crima sângeroasă din stațiunea violetelor de Dumitru Crudu, mise en scène de Șerban Puiu
- 2003 : Viola -   Cum doriți sau Noaptea de la spartul târgului de Shakespeare, mise en scène de Silviu Purcărete
- 2004 : Élise -  L'Avare de Molière, mise en scène de Lászlo Bocsárdi
- 2005 : Varia  – Livada de vișini de Anton Tchekhov, mise en scène de Alexa Visarion (doublure Petre Zurba)
- 2005 : Dans le chœur – Médée de Euripide, mise en scène de Yiannis Paraskevopoulos
- 2006 : Dorina Există nervi de Marin Sorescu, mise en scène de Kincses Elemer
- 2006 : Louise - Les deux orphelines, de Adolphe d'Ennery, mise en scène de George Ivașcu
- 2007 : Juliette (Iubita lui Claudiu)- Mesure pour mesure de W. Shakespeare, mise en scène de Silviu Purcărete
- 2008 : Mrs Smith - La Cantatrice chauve d'Eugène Ionesco